# Otto Benecke (Unternehmer)
Otto Benecke (* 14. Juli 1895 in Hannover; † 31. Dezember 1970 ebenda) war ein deutscher Unternehmer, Verbandsfunktionär und erster Ehrenbürger von Vinnhorst.

## Leben
Otto Benecke wurde in die Gründerzeit des Deutschen Kaiserreichs hineingeboren. Nach dem Ersten Weltkrieg trat er 1919 in die aus der ehemals Königlichen Wachstumsmachery vor dem Steinthore hervorgegangene Firma J. H. Benecke ein, die er in den folgenden Jahrzehnten zu einem modernen Kunststoff-verarbeitenden Werk umformte.
1924 wurde der Unternehmer als Abgeordneter der Deutschen Volkspartei (DVP) in das hannoversche Bürgervorsteherkollegium gewählt und nahm dieses Amt bis 1928 wahr.
Ebenfalls noch zur Zeit der Weimarer Republik wurde Benecke 1932 Mitglied im Vorstand der Sparkasse Hannover, wo er bis zum Ende der Zeit des Nationalsozialismus wirkte. Zum 1. Mai 1933 trat er in die NSDAP ein (Mitgliedsnummer 2.956.027). Ebenfalls 1933 und bis in das Jahr des Beginns des Zweiten Weltkrieges wirkte Benecke als Förderndes Mitglied der SS.
1936 lernte Otto Benecke den Rudolf Diels kennen, der später als Regierungspräsident nach Hannover versetzt wurde. In den späten 1930er und frühen 1940er Jahren hatte die beiden vielfach Kontakt. So hielt Diels im Hause Benecke Vorträge vor Industriellen. Benecke wiederum vertrat Diels bei dessen Abwesenheit bei schwierigen Fragen hinsichtlich eines Grundstücksverkaufs in Twenge bei Langenhagen.
Während der Kriegsjahre 1940 bis 1945 agierte Otto Benecke – soweit der „Führerstaat“ dieses zuließ – als Mitglied des Stadtrates von Hannover. In dieser Zeit war er von 1941 bis 1945 zudem förderndes Mitglied des Nationalsozialistischen Fliegerkorps (NSFK). 1943 beschäftigte der Unternehmer Zwangsarbeiter.
Nach dem Ende des Dritten Reiches wurde Otto Benecke im Entnazifizierungsverfahren zunächst in die Kategorie III eingestuft, später in die Kategorie V.
1959 übernahm der Kunststofffabrikant den Vorsitz des Bundesverband der Deutschen Industrie  (BDI) im Landesverband Niedersachsen.
1962 wurde Otto Benecke mit der Verleihung des Großen Verdienstordens der Bundesrepublik Deutschland geehrt.
Als die Firma J. H. Benecke im Jahr 1969 ihr 251. Firmenjubiläum und zugleich das 50ste Dienstjubiläums ihres Chefs Otto Benecke feiern konnte, schrieb der damalige Bundeswirtschaftsminister Karl Schiller laut der Hannoverschen Allgemeinen Zeitung vom 15. Oktober des Jahres:

„Otto Benecke hat sich als langjähriger Vorsitzender des Verbandes der Deutschen Fußbodenbelags-, Kunststofffolien- und Beschichtungs-Industrie auch für die Belange der ganzen Branche eingesetzt und sich darüber hinaus als Mitbegründer und Vorsitzender des EWG-Verbandes um das Zusammenwachsen der Industrie im Gemeinsamen Markt verdient gemacht und Anerkennung erworben.“

## Beneckeallee

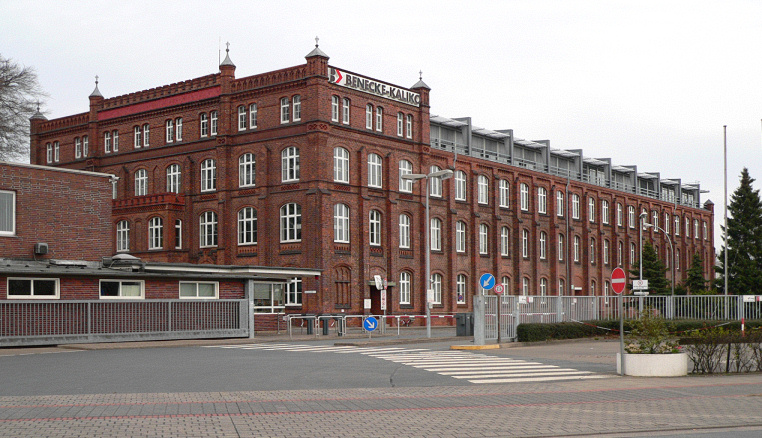
Gebäude der heutigen Benecke-Kaliko AG in Hannover

Die 1914 in Vinnhorst als Verbindung von der Schulenburger Straße zur Straße Alt-Vinnhorst angelegte Straße, die später nach dem im Volksmund üblichen Namen Flügeldamm benannt wurde, wurde im Jahr 1958 umbenannt nach Otto Benecke, da die Straße zum damaligen Unternehmen J. H. Benecke führte.